# Friedrich Dickel
Friedrich Dickel (Wuppertal-Vohwinkel, 9 de diciembre de 1913 - Berlín, 23 de octubre de 1993) fue un político alemán, que sirvió como Ministro del Interior de la República Democrática Alemana y también jefe de la Volkspolizei durante casi treinta y seis años.

## Biografía
Dickel nació el 9 de diciembre de 1913 en Wuppertal-Vohwinkel.
Dickel se unió al Partido Comunista de Alemania (KPD) en 1931. Después de que los nazis se hicieran con el poder, tuvo que huir de Alemania y se estableció en la Unión Soviética. Participó en la Guerra Civil Española integrado en las Brigadas Internacionales junto a otros destacados comunistas alemanes, como el futuro jefe de la Stasi, Erich Mielke. Regresó a Alemania en 1946, instalándose en la zona de ocupación soviética. Posteriormente, Dickel se afilió al Partido Socialista Unificado de Alemania (SED) y alcanzó un puesto en su comité central. Fue nombrado jefe de policía en Berlín oriental, tras la fundación de la República Democrática Alemana (RDA).
También ingresó en las fuerzas armadas de la RDA, alcanzando el rango de coronel general. Fue nombrado Ministro del Interior el 14 de noviembre de 1963, reemplazando a Karl Maron en el puesto. También dirigió a la Volkspolizei durante su período en el cargo. Cesó como Ministro del interior el 18 de noviembre cuando fue destituido en el contexto posterior a la caída del Muro de Berlín. Fue sucedido por Lothar Ahrendt como Ministro del interior. En diciembre de 1989 Dickel se retiró de la vida pública.
Falleció en Berlín el 23 de octubre de 1993, tras una larga enfermedad. Tenía 79 años.

## Condecoraciones
- Orden de Karl Marx
- Héroe de la República Democrática Alemana
- Orden de Scharnhorst
- Orden de la Bandera Roja
- Orden de Lenin